# Ribnica (Eslovenia)
Ribnica es una localidad y municipio del sur de Eslovenia. Es parte de la región tradicional de la Baja Carniola y en la actualidad forma parte de la región estadística suroriental. Los restos arqueológicos muestran que la zona ha estado habitada desde la Edad del Bronce entre los años 1300 y 900 a. C. El primer nombre con el que aparece en los registros históricos es el de Rewenicz, en documentos que datan de alrededor de 1220, lo que la convierte en una de las ciudades más antiguas de Eslovenia. En 1263 aparece como Reiuenz y después en alemán: Reifnitz.
La parroquia de la población está dedicada a San Esteban y pertenece a la Archidiócesis de Liubliana. Fue construida entre 1865 y 1868 y dispone de un doble campanario que se concluyó en 1957 a partir de una idea de Jože Plečnik.

## Personas destacadas
- Jacobus Gallus, compositor;
- Janez Evangelist Krek, activista social y político cristiano;
- France Prešeren, poeta (estudió en Ribnica);
- Simona Škrabec, tranductora, ensayista e historiadora literaria;
- Ivan Šušteršič, político conservador;